# لقمه‌ماهی الماسی
لقمه‌ماهی الماسی (نام علمی: Dasyatis dipterura) نام یک گونه از تیره پوماهی است.